# Phalaris amethystina
Phalaris amethystina är en gräsart som beskrevs av Carl Bernhard von Trinius. Phalaris amethystina ingår i släktet flenar, och familjen gräs. Inga underarter finns listade i Catalogue of Life.